# Alessandro Gonzaga (1570-1625)

Stemma dei Gonzaga

Alessandro Gonzaga (1570 – 1625) è stato un nobile e politico italiano.

## Biografia
Era figlio di Federico Gonzaga di Guido (?-1495), della linea dei Nobili Gonzaga.
Dal 1601 entrò in possesso di Palazzo d'Arco a Mantova, che provvide ad ampliare. Il 15 maggio 1596 venne nominato governatore del Marchesato del Monferrato.
Morì nel 1625 e la moglie ereditò i suoi numerosi possedimenti, tra i quali "Il Palazzone" di Campitello.

## Discendenza
Sposò Camilla Strozzi (1585-19.5.1630), figlia di Pompeo Strozzi, marchese di Rocca e Cigliaro e di Ricciarda Gonzaga. Ebbero sei figli:
- Laura, sposò Rolando Dalla Velle
- Lucrezia, monaca
- Pompeo, morì giovane
- Ferdinando, morì giovane
- Giulio, morì giovane
- Elisabetta, sposò Ottavio Valenti